# Джунгли (группа)
«Джунгли» — советская рок-группа 1980-х годов (Ленинград).

## История
Изначально группа играла хард-рок, но название «Джунгли» ещё не носила. На ударных играл Алексей Мурашов, впоследствии барабанщик «Секрета». Состав «Джунглей» играл аккомпанирующим коллективом на спектакле ЛГИТМиКа «Ах, эти звёзды!». Гитарист Андрей Отряскин (родился 15 мая 1963) учился в Педагогическом институте имени Герцена, где и базировалась его группа. Мягкоступов и Тихомиров играли в других ансамблях, но тоже преимущественно на танцах в школе. В 1982 году они познакомились с Отряскиным, но в рок-клуб вступили только в 1984 году, перед вторым рок-фестивалем. Тогда же возникло и название группы.
По словам Отряскина, «Джунгли — некий символ природы, сплетение всевозможных вариантов, в том числе, неизвестных нам. Большой город — это каменные джунгли, в которых так легко затеряться, и, наконец, есть джунгли человеческого мозга, где больше всего шансов запутаться». На втором рок-фестивале ЛРК, который был фактически дебютом группы на рок-клубовской сцене, «Джунгли» показали программу в необычной музыкальной стилистике, не имевшей аналогов в отечественном роке. Это был холодноватый экспрессивный арт-рок со сложными размерами, сбитым ритмом. Мрачный катастрофический образ мира дополняли стихи в исполнении автора — Ильи Бояшова. На ударных в этом составе играл Валерий Кирилов, вскоре ставший постоянным ударником «Зоопарка». Группа получила звание лауреата, грамоту «За музыкально-композиционное решение программы», Отряскина отметили, как лучшего гитариста наряду с Ляпиным, а «Музыку» — как одну из лучших композиций.
По словам Отряскина, влияние на него оказали Питер Гэбриэл, Роберт Фрипп, King Crimson, Oregon, музыка Пендерецкого. Музыка «Джунглей» варьировалась в диапазоне от Rock in Opposition до психоделического авангарда.
После фестиваля 1984 года «Джунгли» на год ушли в репетиционный период и на 3 фестивале 1985 года показывали джаз-роковую программу. Вместо вокала появились два саксофона, бас-гитара сменилась контрабасом. «Джунгли» опять стали лауреатами фестиваля и получили специальный приз «за творческий поиск».
Через полгода группа показала новую программу в духе пост-панка. Вплоть до 1987 года Отряскин привлекал к каждой новой программе или концерту новых музыкантов из разных групп, что делало каждое выступление уникальным.
В 1985 году Отряскин экспериментировал с подачи Курехина в составе «Аквариума». Дал с Гребенщиковым и Курехиным пару концертов. В 1986 году на четвёртом фестивале «Джунгли» получили звание лауреатов, Тихомиров — лучшего басиста, Кондрашкин, вошедший на тот момент в постоянный состав «Джунглей», — лучшего ударника.
На пятом фестивале в 1987 году «Джунгли» — лауреаты с формулировкой «за музыку», Отряскин, Тихомиров, Кондрашкин, Литвинов — лучшие инструменталисты. Группа принимает участие в 6-м, 7-м, 8-м рок-фестивалях.
С конца 1987 года музыка «Джунглей» стала уходить все дальше от рока. Отряскина, по собственному признанию, интересовала полиритмия в народной музыке разных стран, старинной музыке.
В июне 1987 года «Джунгли» выехали за границу — на фестиваль в Польшу, в 1988 — вместе с «Опытами А. Ляпина» — в Финляндию, потом в Данию. Заграничный успех «Джунглей» был обусловлен не только стилистикой, но и инструментальностью программы, снимавшей языковой барьер.
«Джунгли» одновременно много ездили по СССР. По следам «Аквариума» давали экспериментальные концерты в ленинградском БКЗ «Октябрьский» вместе с оркестром старинной музыки под управлением Равиля Мартынова в 1989 году. В том же году группа появляется в телепередаче «Музыкальный ринг».
Осенью 1989 года «Джунгли» сделали студийный вариант концертной программы «Весна в Шанхае», которую годом позже выпустили на виниле «Мелодия». К лету 1990 года состав группы уменьшился до трио (Отряскин, Тихомиров, Кондрашкин, затем — Отряскин, Михаил Смирнов, Иван Феденко). В 1991 году Отряскин уехал в США. Во второй половине 1990-х Отряскин и американский гитарист Тимоти Янг работали в дуэте под названием Guitar Monks.

## Дискография
- «Весна в Шанхае» (1989 г.) — ВФГ «Мелодия», 1990.
- «Весна в Шанхае»/«Шесть марокканских ямщиков» (2006 г.) — «ГЕОМЕТРИЯ».